# El último tour del mundo
El último tour del mundo è il terzo album in studio da solista del rapper portoricano Bad Bunny, pubblicato il 27 novembre 2020 dalla Rimas Entertainment.
Il disco è stato premiato con il Premio Lo Nuestro all'album dell'anno e con quello all'album urban dell'anno.

## Tracce
1. El mundo es mío – 2:45
2. Te mudaste – 2:10
3. Hoy Cobré – 2:42
4. Maldita pobreza – 3:33
5. La noche de anoche (con Rosalía) – 3:23
6. Te deseo lo mejor – 2:19
7. Yo visto así – 3:11
8. Haciendo que me amas – 3:37
9. Booker T – 2:36
10. La droga – 2:42
11. Dákiti (con Jhay Cortez) – 3:25
12. Trellas – 2:37
13. Sorry Papi (feat. Abra) – 2:43
14. 120 – 2:31
15. Antes que se acabe – 3:41
16. Cantares de navidad – 3:19

## Formazione
Musicisti
- Bad Bunny – voce
- Rosalía – voce aggiuntiva (traccia 5)
- Jhay Cortez – voce aggiuntiva (traccia 11)
- Abra – voce aggiuntiva (traccia 13)
- Trio Vegabajeño – voce aggiuntiva (traccia 16)

Produzione
- Colin Leonard – masterizzazione
- Josh Gudwin – missaggio
- Mag – produzione (tracce 1, 2, 4, 6-10, 12, 15)
- Caleb Calloway – produzione (traccia 2)
- Mora – produzione (traccia (2)
- Mr. Naisagi – produzione (traccia 2)
- Elikai – produzione (traccia 3)
- Hazen – produzione (traccia 3)
- Subelo NEO – produzione (traccia 3)
- Chris Jedi – produzione (tracce 5, 15)
- Gaby Music – produzione (tracce 5, 15)
- Tainy – produzione (tracce 5, 11, 13, 14)
- M. De La Cruz – produzione (traccia 10)
- La Pacciencia – produzione (traccia 11)
- Basscharity – produzione (traccia 15)
- Felix Lara – produzione (traccia 15)
- Manuel Lara – produzione (traccia 15)
- Trio Vegabajeño – produzione (traccia 16)

## Successo commerciale
Negli Stati Uniti l'album ha esordito alla vetta della Billboard 200, segnando la prima numero uno di Bad Bunny e divenendo il primo album realizzato interamente in lingua spagnola a raggiungere questo traguardo. Nel corso della settimana ha totalizzato 116 000 unità equivalenti, di cui 12 000 sono copie pure, 103 000 sono stream-equivalent units risultanti da 145,94 milioni di riproduzioni in streaming dei brani e 1 000 sono track-equivalent units risultanti da 10 000 vendite digitali delle singole tracce.

## Classifiche

### Classifiche settimanali
| Classifica (2020) | Posizione massima |
| ----------------- | ----------------- |
| Belgio (Fiandre)  | 77                |
| Belgio (Vallonia) | 74                |
| Canada            | 23                |
| Francia           | 123               |
| Italia            | 23                |
| Lituania          | 26                |
| Paesi Bassi       | 58                |
| Spagna            | 1                 |
| Stati Uniti       | 1                 |
| Svizzera          | 25                |

### Classifiche di fine anno
| Classifica (2020) | Posizione |
| ----------------- | --------- |
| Spagna            | 28        |
| Classifica (2021) | Posizione |
| Italia            | 96        |
| Spagna            | 9         |
| Stati Uniti       | 17        |
| Classifica (2022) | Posizione |
| Spagna            | 12        |
| Classifica (2023) | Posizione |
| Spagna            | 33        |